# Eurycea neotenes
Eurycea neotenes é um anfíbio caudado da família Plethodontidae endémica dos Estados Unidos da América.